# Allophylus samarensis
Allophylus samarensis är en kinesträdsväxtart som beskrevs av Merrill. Allophylus samarensis ingår i släktet Allophylus och familjen kinesträdsväxter. Inga underarter finns listade i Catalogue of Life.